# Luigino
Pour les articles homonymes, voir Luigini.

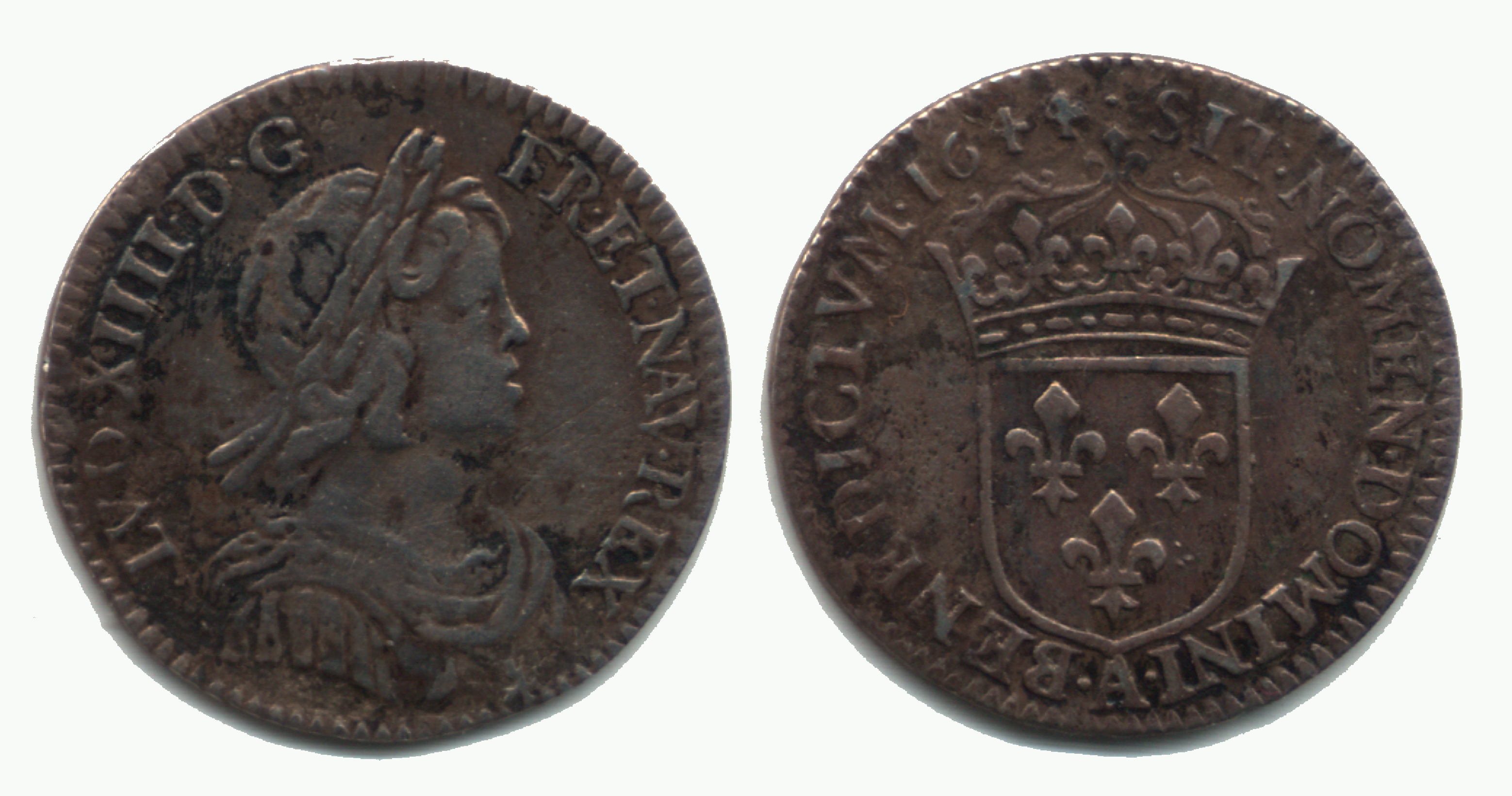
Douzième d'écu d'argent, Louis XIV enfant (1644, poids de 2.287 g à 917 ‰).

Un luigino (terme italien, pluriel luigini) est le nom de différentes pièces de monnaie en argent frappées dans le royaume de France et dans certains États de la Péninsule italienne entre le XVIIe et le début du XVIIIe siècle.
Signifiant en français « petit louis », ce nom est à comparer à la monnaie française appelée petit louis d'argent ou douzième d'écu d'argent, soit 5 sous ou ¼ (un quart) de livre tournois (LT) ; l'écu équivalait à 3 LT jusqu'en 1689, puis 6 LT après 1734. Toutes ces frappes comportent à l'avers la buste de profil des souverains de France : ici, Louis XIV et Louis XV.
Généralement on appelle luigino le douzième d’écu, et cette monnaie d'argent fort appréciée pour sa qualité intrinsèque sera imitée dans la principauté de Dombes, par le cardinal Chigi, légat pontifical en Avignon, et rapidement dans de nombreuses autres petites principautés italiennes, pour le commerce avec la Turquie ottomane où il était communément utilisé pour faire des bijoux. Les luigini frappés en Italie avaient un titre d’argent bien inférieur aux monnaies issues des ateliers monétaires français, ce qui entraîna une méfiance vis-à-vis de cette monnaie, puis sa disparition. Les pièces frappées en Dombes, qui présentait le profil de la princesse Anne-Marie-Louise d'Orléans, étaient particulièrement appréciées car c'était une des rares pièces à présenter une figure féminine.